# Wyższe Seminarium Duchowne Archidiecezji Lwowskiej we Lwowie-Brzuchowicach
Wyższe Seminarium Duchowne Archidiecezji Lwowskiej we Lwowie-Brzuchowicach (ukr. Вища духовна семінарія Львівської архидієцезії) – rzymskokatolickie seminarium duchowne założone we Lwowie–Brzuchowicach w 1703 roku.

## Historia
Uczelnia powstała w 1703 jako Seminarium Katedralne we Lwowie. Po I rozbiorze Polski, w 1783 władze austriackie utworzyły we Lwowie tak zwane Seminarium Generalne dla wszystkich diecezji galicyjskich. Miejscem seminarium były budynki poklasztorne karmelitanek trzewiczkowych we Lwowie (późniejsze Ossolineum). W 1814 seminarium Lwowskie oddzieliło się od Seminarium Generalnego. Nowe miejsce seminarium  znalazło w budynkach poklasztornych karmelitanek bosych. Do czasu II wojny światowej alumni Seminarium korzystali z formacji intelektualnej na Wydziale Teologicznym Uniwersytetu Jana Kazimierza we Lwowie. Po zakończeniu II wojny światowej i wysiedleniu Polaków ze Lwowa, w 1945 seminarium duchowne zostało przeniesione do Kalwarii Zebrzydowskiej, jednakże już w 1950 władze komunistyczne zlikwidowały je.
Seminarium wznowiło swoją działalność 12 grudnia 1996 przy ul. Lwowskiej 62 w Brzuchowicach pod Lwowem. Ponieważ historyczne budynki Seminarium we Lwowie nie zostały przez władze ukraińskie zwrócone, seminarium powstało w zakupionym zrujnowanym kompleksie posanatoryjnym w Brzuchowicach pod Lwowem.
Pierwszym rektorem odrodzonego seminarium po I wojnie światowej został rektor ks. prof. Uniwersytetu Lwowskiego Kazimierz Wais, a po II wojnie światowej metropolita lwowski ks. abp Marian Jaworski, rektorem seminarium był też bp Bolesław Twardowski, a wicerektorem bp prof. Leon Wałęga. Obecnie rektorem jest ks. Piotr Brzeski.

## Wykładowcy Seminarium
- Stanisław Frankl – polski duchowny rzymskokatolicki, rektor Seminarium Duchownego we Lwowie,
- Władysław Kiernicki – polski biskup rzymskokatolicki, biskup pomocniczy lwowski w latach 1991–1995,
- Franciszek Lisowski – polski biskup pomocniczy lwowski w latach 1928–1933, biskup tarnowski w latach 1933–1939, rektor Seminarium Duchownego we Lwowie, profesor i dziekanem Wydziału Teologicznego Uniwersytetu Lwowskiego,
- Leon Mały – polski biskup pomocniczy archidiecezji lwowskiej obrządku łacińskiego,
- Jan Stepa – polski biskup tarnowski, rektor Seminarium Duchownego we Lwowie, profesor Uniwersytetu Lwowskiego,
- Szczepan Szydelski – polski duchowny rzymskokatolicki, teolog.

## Absolwenci i studenci Seminarium
- Władysław Bandurski – polski duchowny rzymskokatolicki, biskup, kapelan wojskowy,
- Aleksander Fedorowicz – polski duchowny rzymskokatolicki, duszpasterz, rekolekcjonista,
- Tadeusz Fedorowicz – polski ksiądz rzymskokatolicki, kierownik duchowy Zakładu dla Ociemniałych w Laskach, organizator Krajowego Duszpasterstwa Niewidomych,
- Izaak Mikołaj Isakowicz – polski arcybiskup lwowski obrządku ormiańskiego, społecznik, filantrop, pisarz, teolog, polski patriota,
- Marian Jaworski – polski biskup rzymskokatolicki, administrator apostolski polskiej części archidiecezji lwowskiej z siedzibą w Lubaczowie w latach 1984–1991, arcybiskup metropolita lwowski w latach 1991–2008, od 2008 arcybiskup senior archidiecezji lwowskiej, kardynał prezbiter od 2001 (in pectore od 1998),
- Jan Olszański – duchowny rzymskokatolicki, biskup kamieniecko-podolski w latach 1991–2002,
- Ludwik Rutyna – polski duchowny rzymskokatolicki, działacz kresowy,
- Adam Stefan Sapieha – polski biskup rzymskokatolicki, biskup diecezjalny krakowski, kardynał prezbiter od 1946, senator II RP, czołowa postać w dziejach Kościoła polskiego XX wieku,
- Józef Smaczniak –  polski ksiądz rzymskokatolicki, filantrop, działacz konspiracyjny w czasie II wojny światowej,
- Józef Teodorowicz – polski arcybiskup lwowski obrządku ormiańskiego, teolog, polityk, poseł na Sejm Ustawodawczy, a następnie senator I kadencji w II RP,
- Ignacy Tokarczuk – polski biskup diecezjalny przemyski w latach 1965–1992 (w latach 1992–1993 arcybiskup metropolita), od 1993 arcybiskup senior archidiecezji przemyskiej,
- Stanisław Turkowski –  polski duchowny rzymskokatolicki, doktor teologii, infułat, wizytator nauki religii, wykładowca katechetyki
- Bolesław Twardowski – polski biskup rzymskokatolicki, biskup pomocniczy lwowski w latach 1918–1923, arcybiskup metropolita lwowski w latach 1923–1944,
- Józef Widawski – polski ksiądz rzymskokatolicki, uczestnik wojny z bolszewikami 1920 i kawaler Krzyża Walecznych,
- Józef Grzegorz Wojtarowicz – polski biskup diecezjalny tarnowski w latach 1840–1850,
- Jan Wujda – polski ksiądz rzymskokatolicki, kanonik, kapłan diecezji koszalińsko-kołobrzeskiej, rektor i dyrektor Niższego Seminarium Duchownego w Gorzowie Wielkopolskim, duszpasterz-pionier na Ziemiach Odzyskanych.